# Old Overland Trail
Old Overland Trail è un film del 1953 diretto da William Witney.
È un western statunitense con Rex Allen, Slim Pickens e Roy Barcroft.

## Produzione
Il film, diretto da William Witney su una sceneggiatura di Milton Raison, fu prodotto da Edward J. White, come produttore associato, per la Republic Pictures e girato nel settembre 1952. I titoli di lavorazione furono  Overland Trail Riders e  Song of the Overland Trail.

## Distribuzione
Il film fu distribuito negli Stati Uniti dal 25 febbraio 1953 al cinema dalla Republic Pictures. È stato distribuito anche in Brasile con il titolo Flecha Ligeira.

## Promozione
Le tagline sono:
- APACHES ON THE WARPATH! WILD...RUTHLESS...CRAZED WITH WHITE MAN'S LIQUOR!
- INDIAN UPRISINGS! The old west flames with searing action as unscrupulous white men bribe a tribe of savages to do their dirty work!